# Петрушино (Неклиновский район)
Петрушино — село в Неклиновском районе Ростовской области.
Входит в состав Новобессергеневского сельского поселения.

## География
Расположено на берегу моря, у основания Петрушиной косы. На юго-западе граничит с Таганрогским авиационным научно-техническим комплексом имени Г. М. Бериева.

### Улицы
| - ул. Ворошилова - ул. Заводская - ул. Куйбышева - ул. Набережная - ул. Стахановская - ул. Энгельса | - пер. 1-й - пер. 2-й - пер. 3-й - пер. 4-й - пер. 5-й - пер. 6-й | - пер. 7-й - пер. 8-й - пер. 9-й - пер. 10-й - пер. Большой - пер. Буденного | - пер. Малый Садовый - пер. Петровский - пер. Садовый - пер. Щорса - пер. Энгельса |

## Население
| 2010 |
| ---- |
| 2069 |

## Отдых
Летом на территории села действует благоустроенный пляж, который пользуется популярностью у таганрожцев и жителей села.

## Достопримечательности
На территории села расположен мемориальный комплекс «Петрушинская балка смерти» — место массовых казней и упокоения тысяч человек, замученных и расстрелянных гитлеровцами во время оккупации Таганрога. Так, 26 октября 1941 года, по приказу коменданта, первые 1800 евреев проживавших в оккупированном немецкими войсками Таганроге, после обыска и изъятия личных вещей, были отправлены на Петрушину косу, где все они были расстреляны. Всего, по официальным данным, погибло 6 тыс. 975 человек, включая 1,5 тыс. детей еврейской национальности (многих детей умерщвляли, смазывая губы сильнодействующим ядом).
В общей же сложности, за время Второй мировой войны, на Петрушиной косе замучено и расстреляно более по различным данным от 10000 до 12000 человек. Имена многих казненных так и не восстановлены. Известно, что большая часть расстрелянных — это жители Таганрога, в основном, еврейской и цыганской национальностей, но также здесь были убиты военнопленные, заложники, коммунисты и комсомольцы, больные и инвалиды. Расстрелы проводились систематически три раза в неделю с 1941 по 1943 год. Людей привозили и пригоняли практически со всей области. Местом их упокоения стала Петрушинская балка, где до войны добывали глину для кирпичного завода. В 1950-х годах, в память о погибших тут были посажены деревья. Мемориал был возведен по инициативе известного общественного деятеля, малолетнего узника фашистской тюрьмы Танхи Отерштейна, председателя местной еврейской общины.
На территории села (ул. Инструментальная, 1) также установлен памятный знак венгерским военнопленным.
2 августа 1711 года у морского берега, где ныне находится Петрушино, молодой российский флот базировавшийся в гавани крепости Троицка-на-Таганроге, под командованием петровского адмирала Корнелиуса Крюйса отразил атаку на город крупной турецкой эскадры. Попытки взять Таганрог обходным манёвром при помощи десанта янычар, высадившихся на Петрушиной косы, были отражены полутора тысячами казаков, поселенных Петром на Миусе, и двумя батальонами пехоты. 11 сентября 1998 года, в день трехсотлетия Таганрога, на морском обрыве, у места где происходила схватка, Союзом казаков Таганрога был установлен стальной шестиметровый поклонный крест.
В селе также находятся музей современного искусства «Усадьба Расташанских».

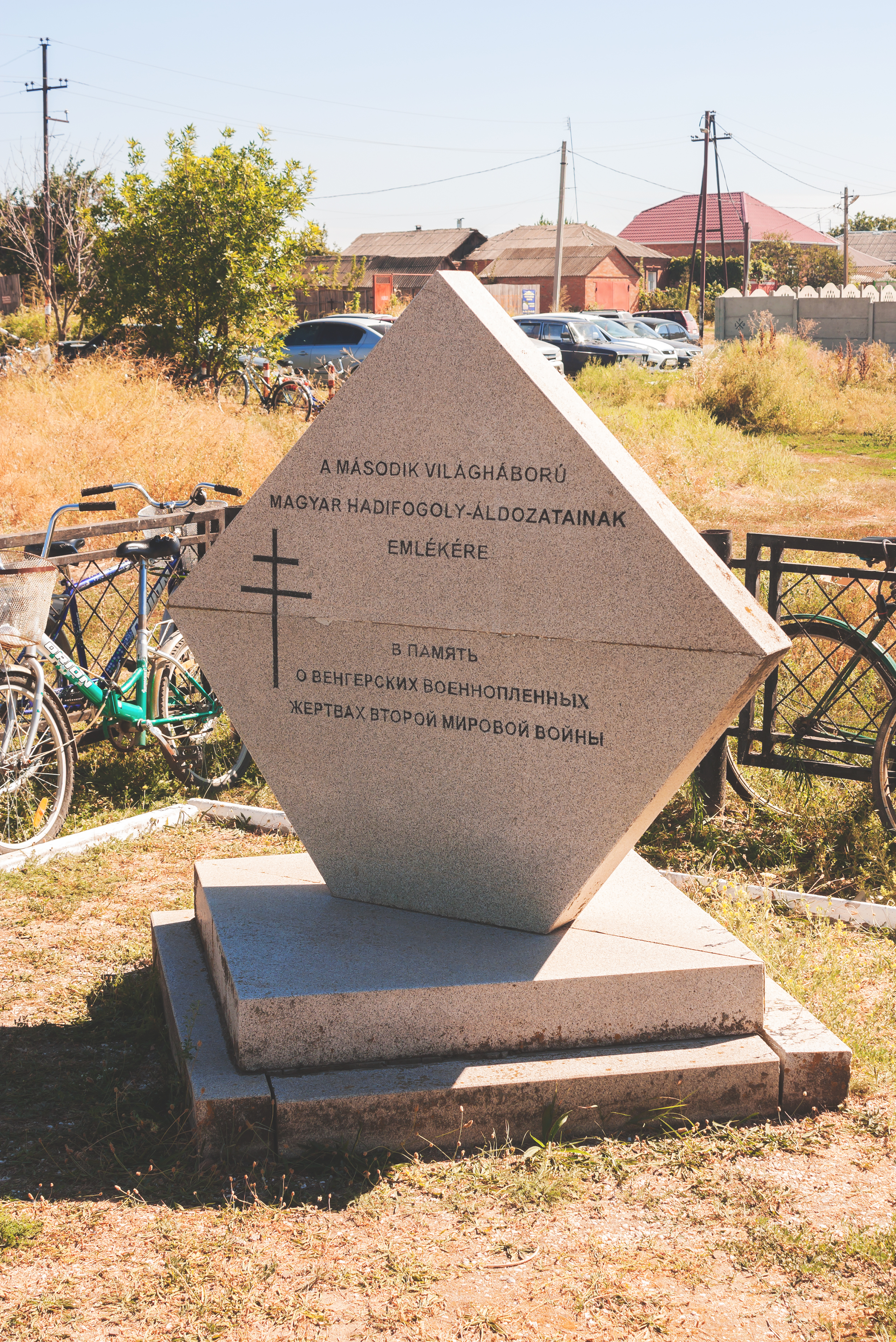
Памятник Венгерским военнопленным жертвам второй мировой войны
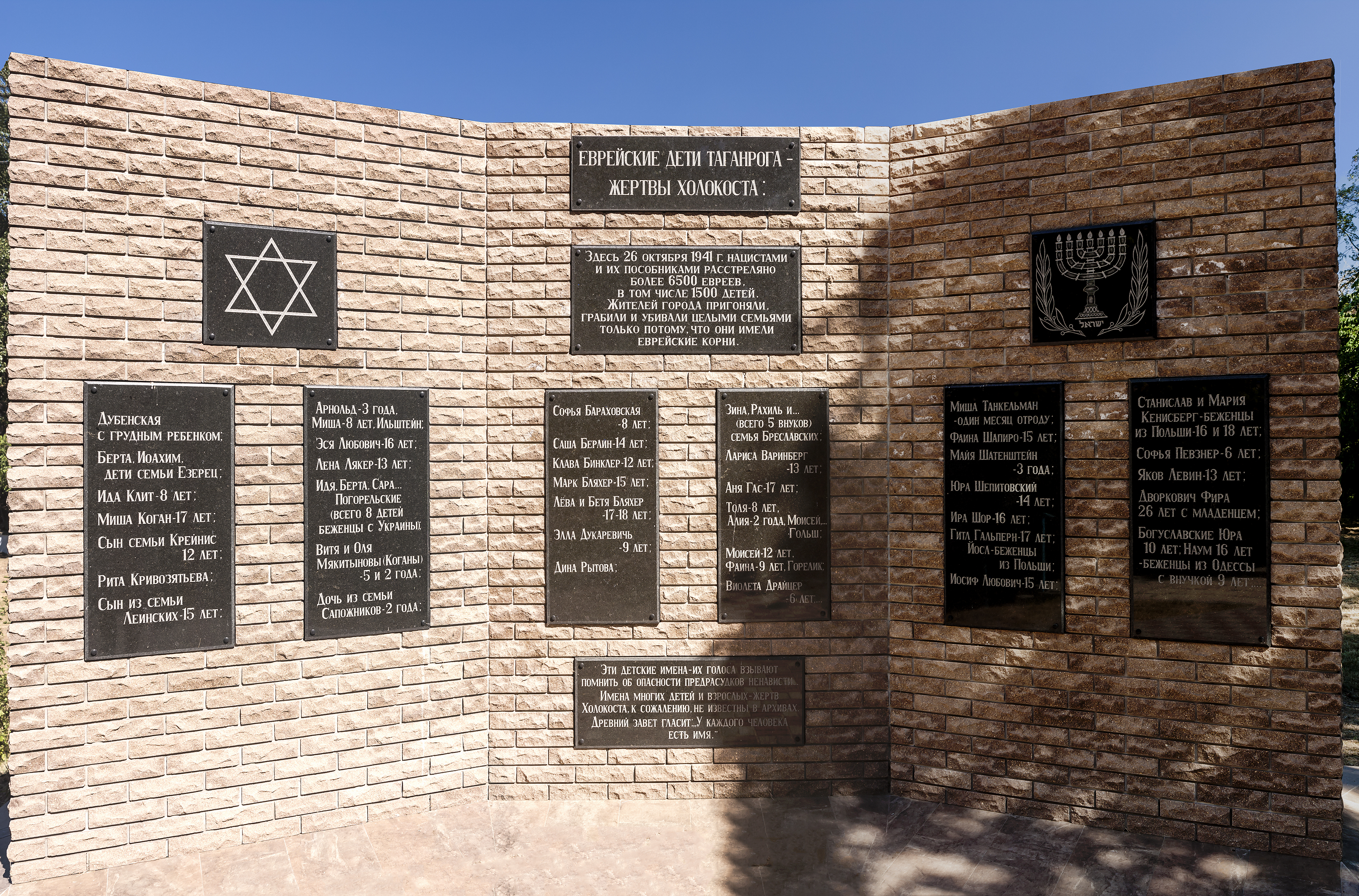
Памятник евреям — жертвам нацистского геноцида. Село Петрушино
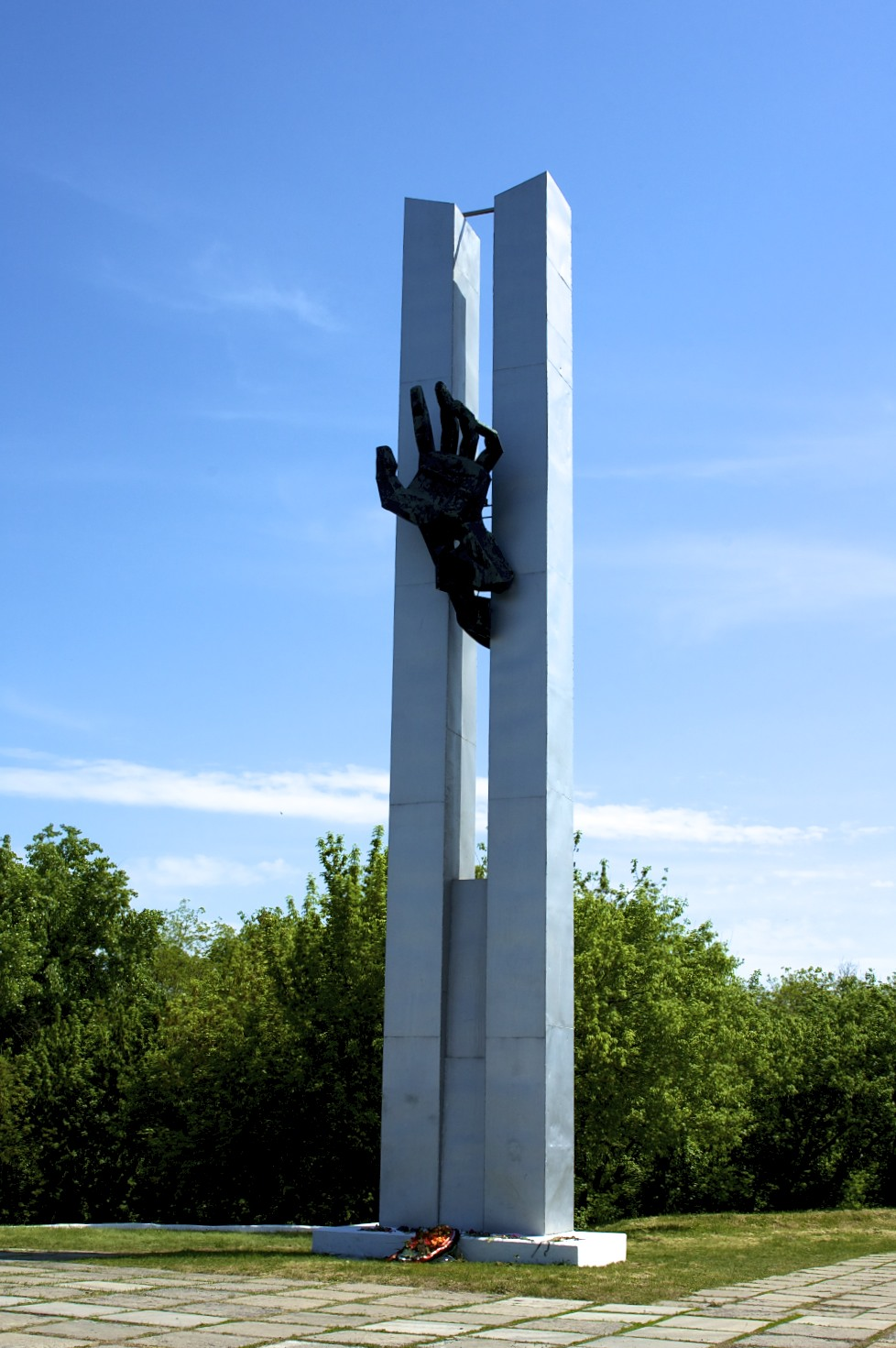
Монумент «Борцы» на территории мемориального комплекса «Балка смерти»